# Ribeira de Frades
Ribeira de Frades é uma povoação portuguesa do Município de Coimbra que foi sede da extinta Freguesia de Ribeira de Frades, freguesia que tinha 5,93 km² de área e 1 902 habitantes (2011), e, por isso, uma densidade populacional de 320,7 hab./km².
A Freguesia de Ribeira de Frades era uma das poucas freguesias portuguesas territorialmente descontínuas, tendo a adicional raridade de essa descontinuidade derivar da existência de um enclave (20 vezes mais pequeno que o seu território): o lugar de Carregais, exclave da antiga freguesia vizinha de Taveiro. Por diversas vezes (1976, 1994, 1998, 2002, 2005, 2011) a população do lugar de Carregais tentou desanexar-se da freguesia de Taveiro para passar a integrar a freguesia de Ribeira de Frades, mas a Lei que permitiria essa transferência nunca foi levada a votação na Assembleia da República.

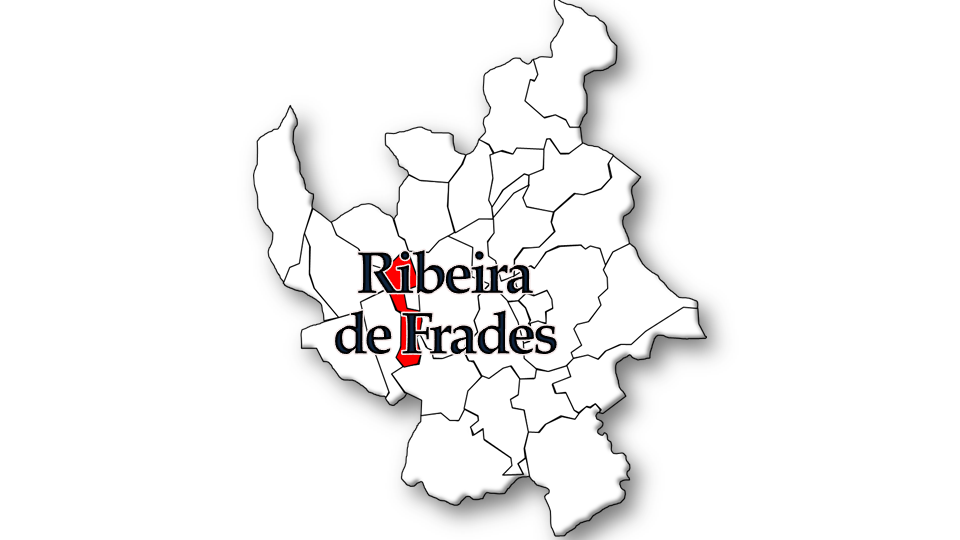
Localização no Município de Coimbra

A Freguesia de Ribeira de Frades foi extinta (agregada) pela reorganização administrativa de 2012/2013, sendo o seu território integrado na União das Freguesias de São Martinho do Bispo e Ribeira de Frades, mantendo-se a existência do enclave (agora integrado na União das Freguesias de Taveiro, Ameal e Arzila).

## População

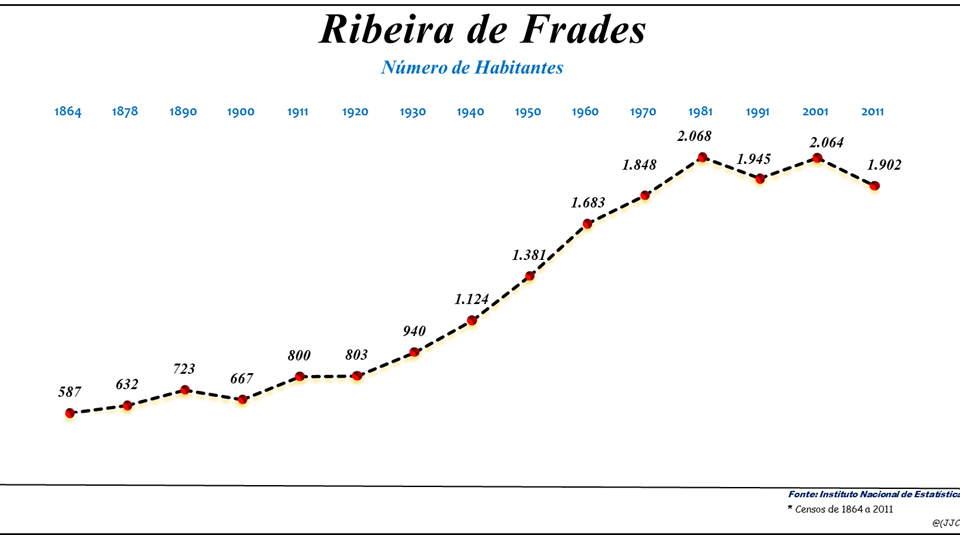
Evolução da População (1864 / 2011)

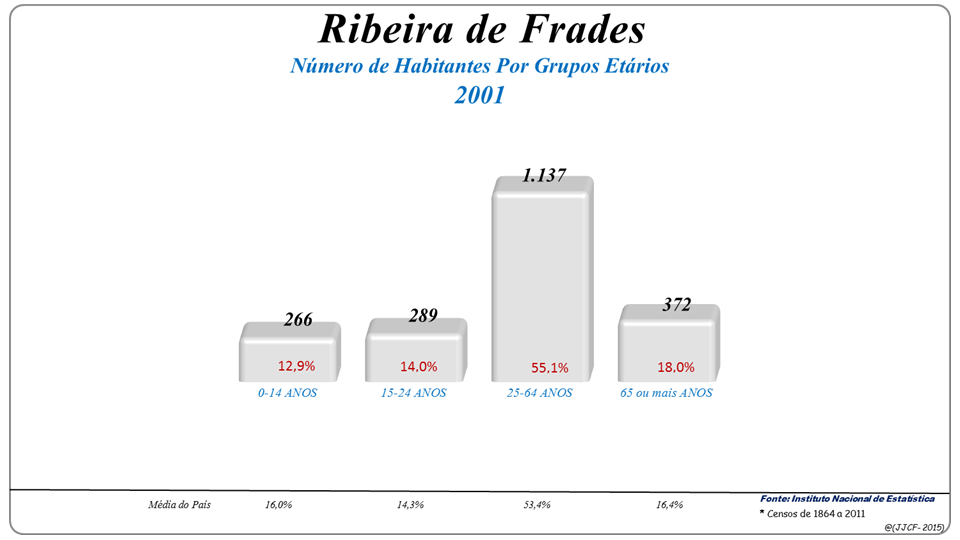
Grupos Etários (2001 e 2011)

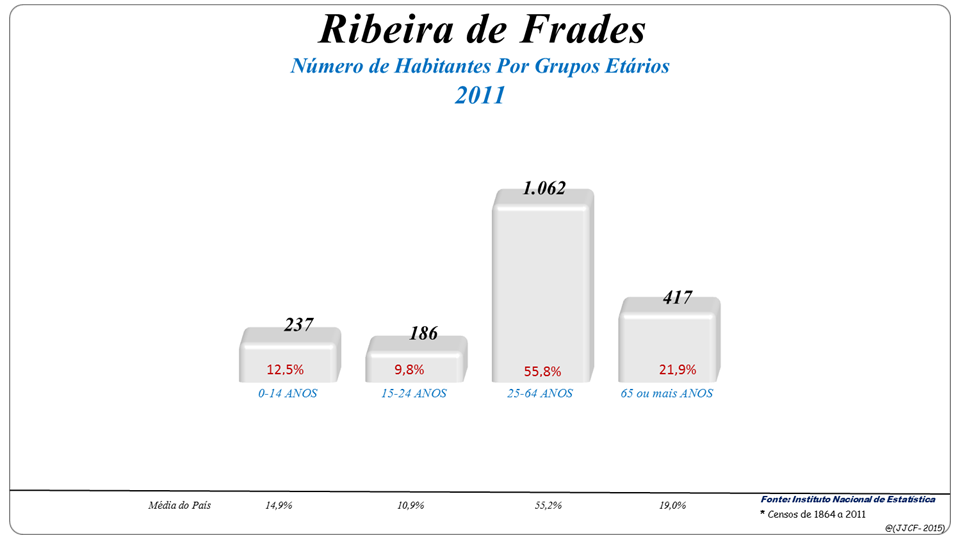
Grupos Etários (2001 e 2011)

Antigas freguesias que deram origem à União das Freguesias de São Martinho do Bispo e Ribeira de Frades (Coimbra).

| População da freguesia de Ribeira de Frades | População da freguesia de Ribeira de Frades | População da freguesia de Ribeira de Frades | População da freguesia de Ribeira de Frades | População da freguesia de Ribeira de Frades | População da freguesia de Ribeira de Frades | População da freguesia de Ribeira de Frades | População da freguesia de Ribeira de Frades | População da freguesia de Ribeira de Frades | População da freguesia de Ribeira de Frades | População da freguesia de Ribeira de Frades | População da freguesia de Ribeira de Frades | População da freguesia de Ribeira de Frades | População da freguesia de Ribeira de Frades | População da freguesia de Ribeira de Frades |
| ------------------------------------------- | ------------------------------------------- | ------------------------------------------- | ------------------------------------------- | ------------------------------------------- | ------------------------------------------- | ------------------------------------------- | ------------------------------------------- | ------------------------------------------- | ------------------------------------------- | ------------------------------------------- | ------------------------------------------- | ------------------------------------------- | ------------------------------------------- | ------------------------------------------- |
| 1864                                        | 1878                                        | 1890                                        | 1900                                        | 1911                                        | 1920                                        | 1930                                        | 1940                                        | 1950                                        | 1960                                        | 1970                                        | 1981                                        | 1991                                        | 2001                                        | 2011                                        |
| 587                                         | 632                                         | 723                                         | 667                                         | 800                                         | 803                                         | 940                                         | 1 124                                       | 1 381                                       | 1 683                                       | 1 848                                       | 2 068                                       | 1 945                                       | 2 064                                       | 1 902                                       |